# 피터 톨런
피터 톨런(Peter Tolan, 1958년 7월 5일)은 매사추세츠주에서 태어난 미국의 작가이다.

## 작품 (극본)
- 드래곤 길들이기 (2010)
- 파인딩 아만다 (2008)
- 저스트 라이크 헤븐 (2005)
- 게스 후? (2005)
- 레스큐 미 (2004~2011)
- 스틸링 하바드 (2002)
- 애널라이즈 디스 2 - 애널라이즈 댓 (2002)
- 아메리칸 스윗하트 (2001)
- 일곱 가지 유혹 (2000)
- 너 어느 별에서 왔니? (2000)
- 애널라이즈 디스 (1999)